# Mychonia excisa
Mychonia excisa là một loài bướm đêm trong họ Geometridae.